# Brenz Band
Die Brenz Band ist eine 1974 in Ludwigsburg gegründete Musikgruppe, die zu einem großen Teil aus Menschen mit Behinderung besteht. Die Band wurde in den Jahren 2005/2006 zu „Künstler für den Frieden“ der UNESCO bestimmt. Dies war das erste Mal, dass Menschen mit Behinderung diesen Titel verliehen bekommen haben.

## Geschichte
Die Gründung der Brenz Band erfolgte 1974 in einer Schule für geistig Behinderte in der namensgebenden Brenz-Straße in Ludwigsburg. Initiator war der Lehrer Horst Tögel. Die ersten Auftritte absolvierte die Band in der örtlichen Fußgängerzone. Dies war zur damaligen Zeit noch ungewöhnlich, da behinderte Menschen eher selten in der Öffentlichkeit auftraten, sondern vielmehr noch zuhause „versteckt“ wurden. In den Folgejahren erweiterten sich die Live-Aktivitäten der Brenz Band deutlich. Im Jahr 2000 folgte dann neben Auftritten in Frankreich und der Schweiz auch eine Konzertreise in den Nahen Osten. Dort gaben sie im Libanesischen Staatstheater in Beirut im Beisein von Vertretern der libanesischen Regierung sowie von Botschaftern Frankreichs, der Schweiz und Deutschlands ein eineinhalbstündiges, viel umjubeltes Konzert. Dieses Konzert wurde auch im Fernsehen bis in den Irak und nach Syrien übertragen. Zu dieser Reise entstand auch der Dokumentarfilm Brenz Band – Der Wirbelwind im Libanon von Sabine Hackenberg. Neben vielen lokalen und überregionalen bzw. internationalen Auftritten, spielte die Brenz Band auch auf besonderen Wunsch Horst Köhlers auf dem Sommerfest 2007 des Bundespräsidenten.
Im Jahre 2011 unternahm die Brenz Band eine Konzert-Tournee in China. Dabei spielte sie in den Universitäten in Peking, Qingdao und Shanghai, in der Deutschen Botschaft (Peking) sowie auf der Chinesischen Mauer und in Taicang, einer Vorstadt von Shanghai. Die 10-tägige Tour wurde in dem Dokumentarfilm Brenz Band goes China festgehalten. Zuvor wurden bei einem Benefizkonzert Scala Ludwigsburg unter dem Motto „Wir helfen Japan“ für die Opfer der Katastrophen in Japan ein Erlös von 4000 Euro erzielt. 2012 folgten weitere Benefizkonzerte zugunsten verschiedener Projekt wie die Unterstützung eines Krankenhauses im Tchad, für einen behinderten Jungen in Affalterbach, für ein Kinderheim in Peru und weitere bedürftige Einrichtungen. 2014 wurde eine Spende für Menschen mit Behinderung im Flüchtlingslager al‘ Zaatari nach Jordanien überbracht. Im selben Jahr gab es eine Rückkehr nach China für das Festival MakelLos und 2017 spielte die Brenz Band zu Gunsten der Initiative „Die Frühlinge e. V.“
Seit 2020 trat die Band wieder regelmäßig auf.
Mit einem (vorläufig) letzten Auftritt am 7. Dezember 2024 im Scala Ludwigsburg verabschiedet sich die Band nach 50 Jahren von der Bühne. Von zwölf Bandmitgliedern sind fünf seit Anfang an dabei.

## Musik
Bei ihren Auftritten spielt die Band Stücke von Mozart oder Beethoven bis hin zu den Beatles. Ebenso kommen viele volkstümliche Stücke in ihren Repertoire vor. Ohne Noten und nur aus dem Gedächtnis spielten die Ludwigsburger Musikanten auf Akkordeon, Ziehharmonika, Schlagwerk, Dudelsäcken, Kazoo, Mandoline, Keyboard, Bass und Fiddle. Ihren Stil bezeichnen sie selber als „heftige Straßenmusik mit schwäbischem Cajun“. Die Hälfte aller Einnahmen aus diesen Konzerten kommt gemeinnützigen Zwecken zugute.

## Auszeichnungen
- 1999: Karl Mommer Preis
- 1999: Förderpreis Region Stuttgart
- 2000: Konzert und Staatsempfang im Staatstheater Beirut
- 2000: Ehrenmitgliedschaft Lions Club Beirut
- 2001: Landesehrennadel Baden-Württemberg
- 2001: Urkunde „Halte deine Träume fest“ des Kultusministeriums Baden-Württemberg
- 2003: Diakonie Journalistenpreis
- 2005: „echt gut!“  EnBW Ehrenamt Impuls
- 2005: Bürgermedaille der Stadt Ludwigsburg
- 2005: Ehrung durch die Stadt Oberriexingen
- 2005: Dauerausstellung als Zeitzeugen im Haus der Geschichte Stuttgart
- 2005: 3 Seiten im Geschichtsbuch der Stadt Ludwigsburg
- 2005: Nominierung im Readers Digest
- 2006: „Artistes de l’UNESCO pour la paix“ in Paris
- 2006: Urkunde der Stadt Jevpatorija
- 2006: Landesverdienstmedaille im Schwetzinger Schloss
- 2006: Einladung durch die schwedische Königin Silvia
- 2008: Dankschreiben von Bundespräsident Horst Köhler
- 2008: Förderpreis Coopera
- 2011: Ehrungen in Peking, Tsing Tao, Shanghai
- 2011: Bürgermedaille der Stadt Stuttgart
- 2014: Ehrung durch chinesische Lebenshilfe in Peking
- 2015: Persönliche Bürgermedaille der Stadt Ludwigsburg
- 2015: Bundesverdienstkreuz